# Arahozija
Arahozija (starogrčki: Ἀραχωσία, trans. Arachōsíā), ili Harauvatiš (staroperzijski: 𐏃𐎼𐎢𐎺𐎫𐎡𐏁, Harauvatiš), bila je satrapija Ahemenidskog Carstva. Primarno je bila usredotočena oko rijeke Arghandab (pritoke rijeke Helmand), a protezala se i na istok do rijeke Ind.
Ime satrapije na perzijskom jeziku je etimološki ekvivalent za Sárasvatī na vedskom sanskrtu. Na starogrčkom je ime satrapije izvedeno iz Arachōtós, grčkog imena za rijeku Arghandab. Oko 330. pr. Kr., kralj Aleksandar Veliki naredio je izgradnju Aleksandropolisa kao novog glavnog grada Arahozije pod Makedonskim Carstvom. Izgrađen je na vrhu rane perzijske vojne tvrđave nakon Aleksandrovog osvajanja Ahemenidske Perzije, a nalazi se na mjestu današnjeg Kandahara u Afganistanu.

## Etimologija
"Arahozija" je latinizirani oblik grčkog Ἀραχωσία (Arachōsíā).
| »               | Ista regija pojavljuje se u avestijskom Vidēvdātu pod autohtonim dijalektalnim oblikom 𐬵𐬀𐬭𐬀𐬓𐬀𐬌𐬙𐬍‎ Haraxvaitī- (čije je -axva- tipično neavestansko). | « |
| Rüdiger Schmitt | |   |

U staroperzijskim natpisima, regija se spominje kao 𐏃𐎼𐎢𐎺𐎫𐎡𐏁, napisano h(a)-r(a)-u-v(a)-t-i. Taj je oblik „etimološki ekvivalent” vedskog sanskrta Sarasvatī-, imena rijeke koja doslovno znači „bogata vodama/jezerima” i izvedena je iz sáras- (jezero, ribnjak).
"Arahozija" je dobila ime po imenu rijeke koja prolazi kroz nju, poznate u starogrčkom kao Arachōtós, a danas kao rijeka Arghandab, pritoka rijeke Helmand na lijevoj obali.

## Geografija
Arachosia je graničila s Drangianom na zapadu, s Paropamisadae na sjeveru, Hindushom na istoku i Gedrosijom na jugu. Izidor i Klaudije Ptolemej daju svaki popis gradova u Arahoziji, među njima (još jedna) Aleksandrija, koja je ležala na rijeci Arahot. Taj se grad često pogrešno poistovjećuje s današnjim Kandaharom u Afganistanu, za čije se ime smatralo da potječe (preko "Iskanderiya") od "Alexandria", što odražava vezu s posjetom Aleksandra Velikog tijekom njegove kampanje prema Indiji. Nedavno otkriće natpisa na glinenoj ploči pružilo je dokaz da je Kandahar već bio grad koji je aktivno trgovao s Perzijom mnogo prije Aleksandrova vremena. Izidor, Strabon i Plinije Stariji također spominju grad kao „metropolu Arahozije”.
U svom popisu Ptolemej također spominje grad po imenu Arahot (starogrčki: Ἀραχωτός) ili Arahoti (prema Strabonu), koji je bio ranija prijestolnica zemlje. Plinije Stariji i Stjepan Bizantski spominju da je izvorno ime bilo Kofen (Κωφήν), a Xuanzang ga naziva Kaofu. Taj se grad danas identificira s Arghandabom koji se nalazi sjeverozapadno od današnjeg Kandahara.

## Povijest
Regija se prvi put spominje na pločicama s utvrdama Persepolisa na elamskom iz doba Ahemenida. Ponovno se pojavljuje u staroperzijskim, akadskim i aramejskim natpisima Darija I. Velikog i Kserksa I. među popisima podređenih naroda i zemalja. Kasnije se identificira i kao izvor bjelokosti korištene u Darijevoj palači u Suzi. U Behistunskim natpisima, kralj pripovijeda da je Perzijanac tri puta poražen, koji je tako osigurao da provincija ostane pod Darijevom kontrolom. Predloženo je da su se pobunjenici odvažili na taj „strateški neshvatljivi angažman” jer su „postojali bliski odnosi između Perzije i Arahozije u vezi sa zoroastrijskom vjerom”.
Kronološki sljedeće spominjanje Arahozije dolazi od Grka i Rimljana, koji bilježe da su pod Darijem III. Arahožani i Drangijani bili pod zapovjedništvom guvernera koji je, s vojskom baktrijskog guvernera, kovao urotu Arahožana protiv Aleksandra. Nakon Aleksandrovog osvajanja Ahemenida, imenovao je svoje generale guvernerima. Godine 316. pr. Kr., Antigon I. Monoftalmos poslao je većinu elitnih Argiraspida (veteranskog makedonskog korpusa s preko 40 godina iskustva) u Arahoziju da zaštiti istočnu granicu s Indijom. Međutim, poslani su s naredbom Sibirtiju, makedonskom satrapu Arahozije, da ih u malim skupinama po dvoje ili troje pošalje u opasne misije kako bi se njihov broj brzo smanjio i uklonio ih kao vojnu prijetnju njegovoj moći.
Nakon Ratova dijadoha, regija je postala dio Seleukidskog Carstva, koje ga je 305. pr. Kr. trgovalo Maurijskom Carstvu kao dio saveza. Dinastija Shunga svrgnula je Maurije 185. pr. Kr., ali je ubrzo nakon toga izgubila Arahoziju u korist Grčko-Baktrijskog Kraljevstva. Zatim je postao dio odcijepljena Indo-Grčkog Kraljevstva sredinom 2. stoljeća pr. Kr. Indo-Skiti su protjerali Indo-Grke sredinom 1. stoljeća pr. Kr., ali su izgubili regiju od Arsakida i Indo-Parta.
U koje je vrijeme i u kojem obliku ponovno uspostavljena vlast Partskog Carstva nad Arahozijom ne može se pouzdano utvrditi. Iz Izidora 19 izvjesno je da je dio (možda samo mali) regije bio pod vladavinom Arsakida u 1. stoljeću, te da su je Parti zvali Indikē Leukē (hrv. Bijela Indija).
Kušani su zauzeli Arahoziju od Indo-Parta i vladali regijom do oko 230. godine, kada su ih porazili Sasanidi, drugo perzijsko carstvo, nakon čega su Kušane zamijenili sasanidski vazali poznati kao Kušani ili Indo-Sasanidi. Godine 420., Kušane su Hioniti istjerali iz današnjeg Afganistana, koji su osnovali Kidaritsko Kraljevstvo. Kidarite su 460-ih godina zamijenili Heftaliti, koje je 565. godine porazila koalicija perzijskih i turskih vojski. Arahozija je postala dio preživjelih kušano-heftalijskih kraljevstava Kapise, tadašnjeg Kabula, prije nego što su ju napadnuli muslimanski Arapi. Ta su kraljevstva isprva bila vazali Sasanida. Oko 870. godine Kušano-Heftalite (poznate i kao dinastija Turkšahi) zamijenili su Safaridi, zatim Samanidsko Carstvo i Gaznavidsko Carstvo početkom 11. stoljeća.
Arapski geografi nazivali su Arahozoju (ili njezine dijelove) kao "Arokhaj", "Rokhaj", "Rohkaj" ili jednostavno "Roh".

## Stanovnici
Stanovnici Arahozije bili su iranski narodi, a nazivani su "Arahozijci" ili "Arahoti". Nazivani su "Pakti(j)anci" u odnosu na njihovu pojedinačnu etničku pripadnost, a to se ime moglo odnositi na etničku skupinu poznatu kao Paštunci.
Izidor je, u svom itineraru "Partske postaje" iz 1. stoljeća, opisao „Alexandropolis, metropolu Arahozije”, za koju je rekao da je još uvijek grčka čak i u kasnije vrijeme:
| »      | Iza je Arahozija. A Parti ovo zovu Bijela Indija; tu su grad Biyt i grad Pharsana i grad Chorochoad i grad Demetrias; zatim Aleksandropolis, metropola Arahozije; grčki je, a njime teče rijeka Arahot. Sve do ovog mjesta zemlja je pod vlašću Parta. | « |
| Izidor | |   |